# ハサン・シャシュ
ハサン・ギョクハン・シャシュ（Hasan Gökhan Şaş、1976年8月1日 - ）は、トルコのアダナ県出身の元サッカー選手。ポジションはMF、FW。元トルコ代表である。

## 経歴
1996年4月から1997年10月までU-21の代表として11試合出場、1997年4月から2003年11月まで34試合出場した。
2002年FIFAワールドカップ日韓大会にも出場、2ゴールを記録した。決勝トーナメント1回戦の対日本戦にも出場している。

## 所属クラブ
- アダナ・デミルスポール 1994-1995
- MKEアンカラギュジュ 1995-1998
- ガラタサライ 1998-2009

## 代表歴

### 出場大会
- トルコ代表
  - 2002 FIFAワールドカップ

### 試合数
- 国際Aマッチ 40試合 2得点（1998年-2006年）[3]

| トルコ代表 | 国際Aマッチ | 国際Aマッチ |
| 年         | 出場        | 得点        |
| ---------- | ----------- | ----------- |
| 1998       | 2           | 0           |
| 1999       | 0           | 0           |
| 2000       | 2           | 0           |
| 2001       | 9           | 0           |
| 2002       | 10          | 2           |
| 2003       | 6           | 0           |
| 2004       | 7           | 0           |
| 2005       | 3           | 0           |
| 2006       | 1           | 0           |
| 通算       | 40          | 2           |